# デュケイン大学

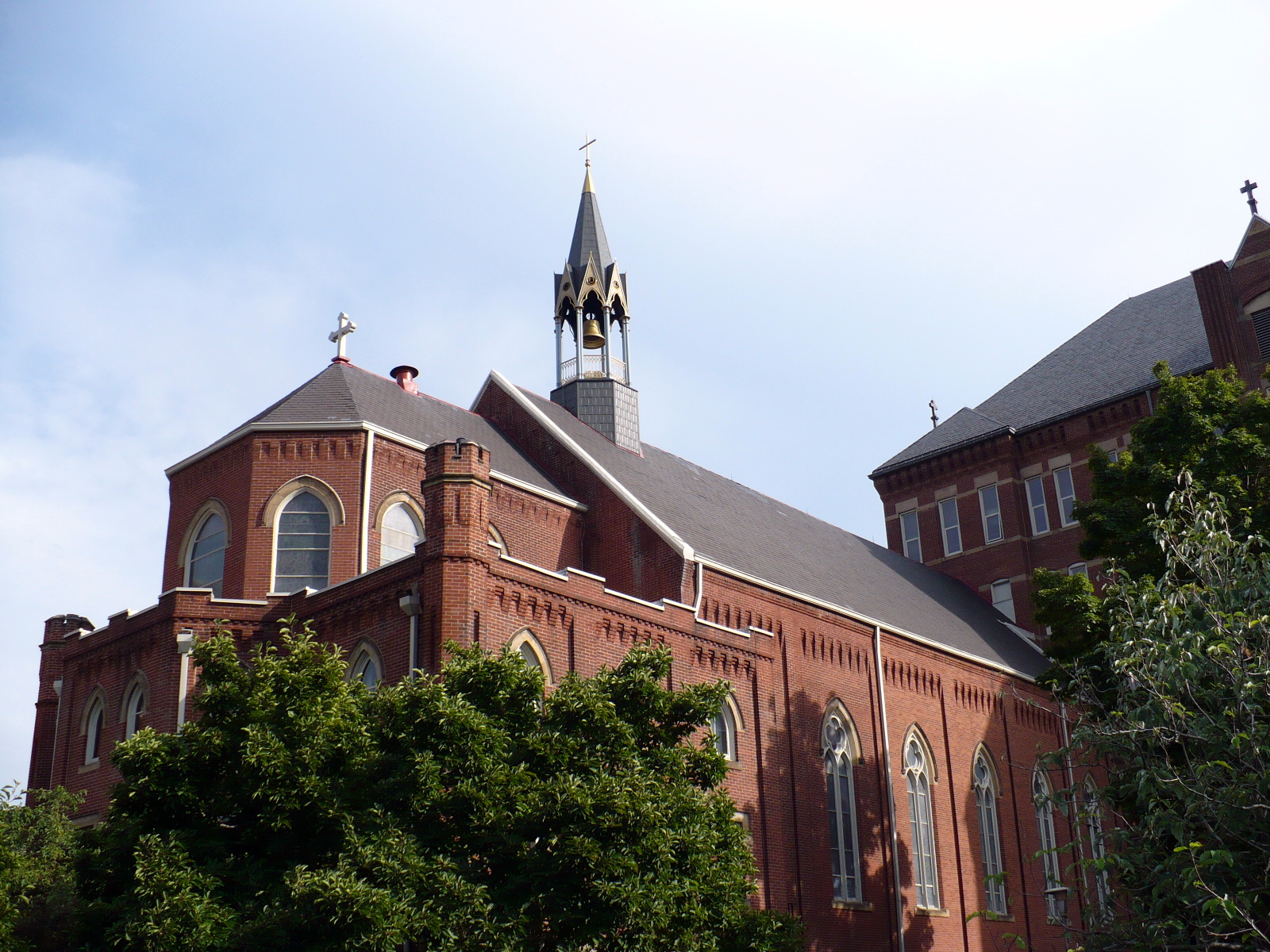
大学のチャペル

デュケイン大学（デュケインだいがく、Duquesne University）はアメリカ合衆国ペンシルベニア州ピッツバーグ市にある私立のカトリック系大学である。現地では大学というより、大学院が有名である。
ピット砦のあった岸壁はダウンタウンに隣接し、その岸壁の上にある教会を母体に1878年にPittsburgh Catholic College of the Holy Ghostという名前で開学。講師陣7名、生徒数40名という小さい所帯でスタートした大学は、現在は学術分野別の10のカレッジの集合体であるユニバーシティーに成長し、8000名の学生を有すまでに拡大した。
特徴は法学、薬学専攻が主流なので学生構成はおおよそ学部生4:大学院生6で大学院の方が大きい。職員の構成は官民からの研究者がおおいせいで、学部3：大学院7の構成である。
医師や法曹が男性の特権職であった時代、はじめて女性に法学部が門を開いたことで有名である。
多数のカレッジやユニバーシティーが集まっているピッツバーグにおいて、デュケイン大学の法学部と薬学部は特に有名である。また、1980年代には現象学理論の研究を本場オランダからアメリカに持ち込み、近隣の他大学の生徒にも授業を公開して人気を得た。その後ピッツバーグ大学でも現象学理論の各種講座が常設され、ピッツバーグ大学とデュケイン大学の生徒が頻繁に行き交うようになった。
学部の授業は入門レベルは他大学とあまり変わらないが、基本は20名以下の少人数クラスである。
大学院は更に小さいグループで、研究テーマ毎に専任教員が担当する授業形式と官民からの委託研究を軸にした研究参加による学習がメインとなる。
少人数制は講師陣の人数が増え、質の確保と人件費に難ありとしてペンシルベニアの多くの大学で80年代から90年代に減る傾向となり、ピッツバーグ大学は大型クラスの運営に成功し、大型総合大学として成功した。一方デュケイン大学では運営方針がまとまらず、80年代後半から90年代前半に学部ではどっちつかずの運営であり、当時普及寸前のコンピューター関連の講座をマンモス大学並に定員を増やしたことがあるが、力を入れていたネクスト社やApple社製の技術と他の汎用技術のバランスが後の時勢と合わなかったこともあり、卒業生の求人に悪しき影響をだし学部全体の格付けもピッツバーグ大学の下に落ちるという結果を招いた。また、研究分野が近隣のカーネギーメロン大学（コンピューターサイエンス、物理、化学、MBA）、ピッツバーグ大学（医学、化学、心理、言語、MBA）、ラ・ローシュ大学（哲学、芸術、臨床心理、少人数クラス）、チャタム大学（文系全般、教育、宗教、少人数クラス）などの得意分野と重複していたことも、何処に重点を置いて優秀な生徒と講師を確保するべきか判断ができなくなる要素であった。
改革は、法学部と薬学出身者の多いメロン財閥系のメロン銀行やバイエルン製薬がスポンサーに入り、1994年頃から大学の建て直しをはかり、不要な学部や講座の統廃合を行い、近隣の大学の得意と重複する分野への経費や施設の割当を減らし、一方で法学部・薬学部を充実。特に薬学部の薬理学や基礎医学等の研究機器施設の充実振りは全米一と表彰されるまでに資金投入した。そして少人数クラスに第一線研究者が講師という運営が人気となり、約十年を経てカーネギーメロン大学の次にランクされるまでに回復した。
現在は総合大学というよりは、法学部、薬学部をメインにした専門大学と大学院として認知されている。